# Pornô real

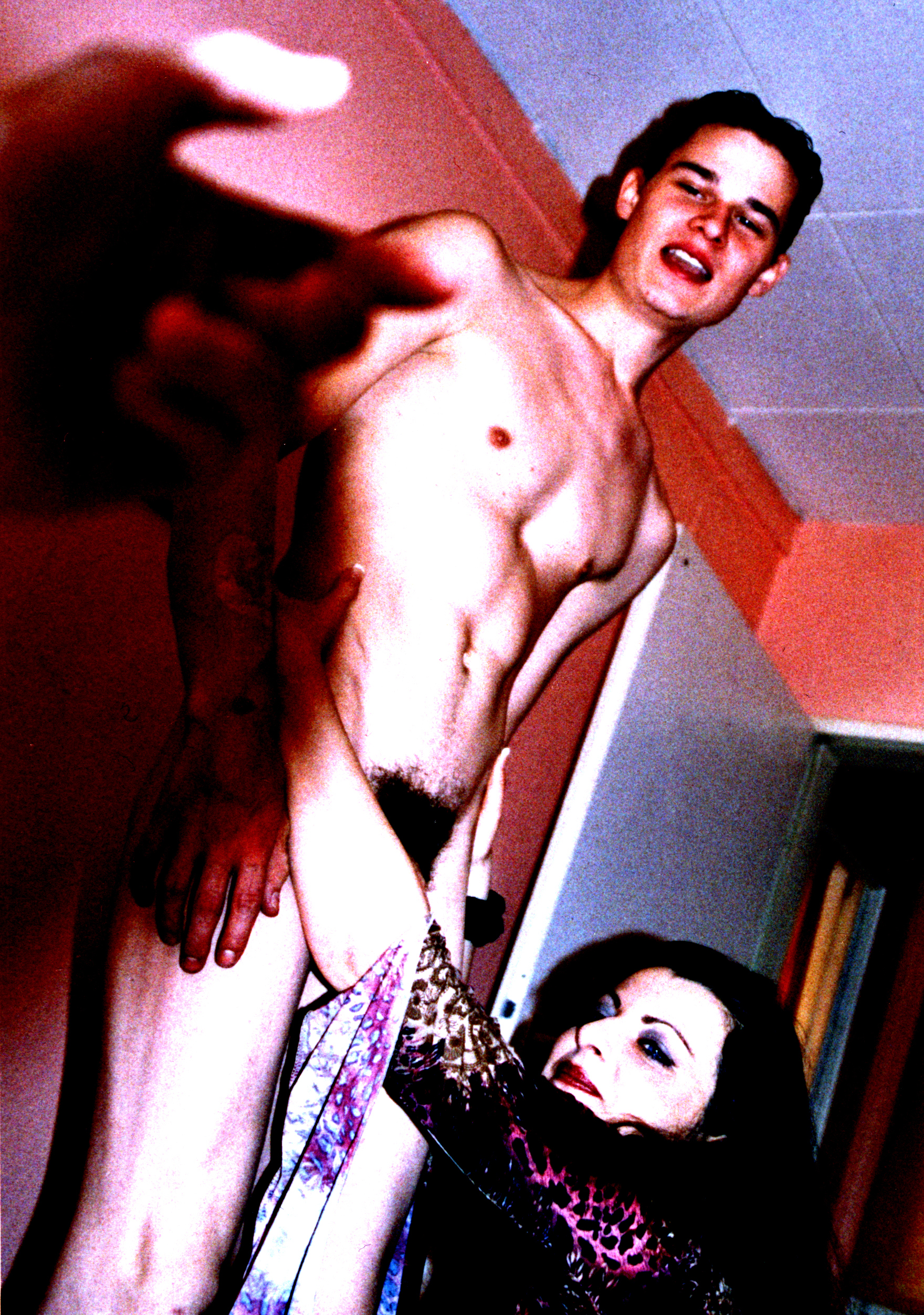
Atores pornô recebem instruções no set de filmagem (Munique, 2004)

O pornô real ou pornô amador é um dos maiores fetiches da pornografia atual. Também pode ser chamado de pornô gonzo.

## Conceito
É um tipo de video normalmente realizado com atrizes e atores profissionais. No caso, o "real" do nome apenas define o estilo do filme, que costuma envolver a simulação de uma gravação "amadora", que é um dos maiores fetiches do pornô atual. Nele atuam atrizes de vários gêneros: MILF's, Ebony's, Latinas, Adolescentes, Big Breast, etc. Na internet esse tipo de fetiche aumentou muito nos últimos anos, com vários sites especializados que disponibilizam milhares de videos com centenas de títulos diferentes.